# Фарберов, Марк Иосифович
Марк Иосифович Фарберов (1899—1986) — советский химик-органик, лауреат Премии имени С. В. Лебедева АН СССР.
Родился в Могилёвской губернии 31 августа 1899 или 1900 года.
Участник Гражданской войны.
Окончил химический факультет МВТУ имени Баумана (1921—1927), ученик А. Е. Чичибабина, П. Г. Сергеева, О. А. Зейде.
С 1926 года работал в резиновой промышленности. В 1927—1937 гг. главный химик и заместитель главного инженера Ярославского резино-асбестового комбината. В 1937—1938 гг. начальник отдела НИИ резиновой промышленности (НИИРП).
В 1937 году присвоена учёная степень кандидата химических наук.
В том же году был арестован. Работал в «шарашках» сначала в Москве, затем в Ярославле, там заведовал лабораторией на заводе п/я 135 («Ярсинтез»).
В 1944 году вместе с Я. И. Ротштейном и М. С. Немцовым разработал способ синтеза изопрена конденсацией формальдегида (СН2О) с изобутиленом, который стал основным методом получения изопрена.
С 1947 по 1978 год заведующий кафедрой «Технология основного органического синтеза и синтетического каучука» Ярославского технологического института резиновой промышленности.
Доктор технических наук (1948). Профессор (1949).
Основатель Ярославской научной школы химиков-органиков. Его учениками были будущий ректор ЯТИ Б. Ф. Уставщиков и ректор Ярославского университета Г. С. Миронов.
Лауреат Премии имени С. В. Лебедева АН СССР 1950 года.
Заслуженный деятель науки и техники РСФСР (1966). Награждён орденом Трудового Красного Знамени (1961).
Умер в Ярославле в 1986 году.
Сочинения:
- Теория и практика жидкофазного окисления: [Сборник статей] / [Отв. ред. акад. Н. М. Эмануэль] ; АН СССР. Ин-т хим. физики. — Москва : Наука, 1974. — 330 с. : ил.; 27 см.
- Технические методы синтеза α,β-ненасыщенных альдегидов и кетонов Г. С. Миронов, М. И. Фарберов Успехи химии, 1964, 33, 649—663.
- М. И. Фарберов, Г. С. Миронов, «Технический синтез карбонильных мономеров на основе реакции Манниха», Докл. АН СССР, 148:5 (1963), 1095—1098.
- М. И. Фарберов, К. А. Мачтина, С. И. Крюков, «Два метода технического синтеза метилпентадиена», Докл. АН СССР, 114:4 (1957), 807—810